# Geltungsjude
Der nationalsozialistische Begriff Geltungsjude kommt zwar wörtlich weder in den Nürnberger Gesetzen des nationalsozialistischen Deutschen Reiches noch in der Ersten Verordnung zum  Reichsbürgergesetz vom 14. November 1935 vor, war aber gebräuchlich und beschreibt jenen Teil der „Mischlinge“, die im Unterschied zu den Personen, die nach der Verordnung als jüdische Mischlinge bezeichnet wurden, per Definition rechtlich als Juden galten.

## Definition
In der genannten Ersten Verordnung zum Reichsbürgergesetz wird die Gruppe der später so genannten Geltungsjuden in § 5(2) definiert:
Als Jude gilt auch der von zwei jüdischen Großeltern abstammende jüdische Mischling,
a) der […] der jüdischen Religionsgemeinschaft angehört …
b) der beim Erlass des Gesetzes mit einem Juden verheiratet war […],
c) der aus einer Ehe mit einem Juden […] stammt, die nach dem […] 15. September 1935 geschlossen ist. (Dadurch war eine Umgehung durch Eheschließung im Ausland unmöglich; für Österreich galt ein anderer Stichtag.)
d) der aus dem außerehelichen Verkehr mit einem Juden […] stammt und nach dem 31. Juli 1936 außerehelich geboren wird.
Jede dieser so definierten Personen galt für die Nationalsozialisten als Jude, daher ist die Bezeichnung „Geltungsjude“ zu erklären. Der Begriff „Geltungsjude“ wird in einer Meldung aus dem Reich vom 2. Februar 1942, die über die Auswirkungen der Kennzeichnungspflicht der Juden mit dem „Judenstern“ berichtet, so definiert:
I. Gekennzeichnet:
1. Volljuden (mit 4 oder 3 jüdischen Großelternteilen)
2. Halbjuden, im mosaischen Glauben erzogene Mischlinge ersten Grades, sog. Geltungsjuden.
Der gesetzliche Begriff des „jüdischen Mischlings“ war jenen „Halbjuden“ und „Vierteljuden“ vorbehalten, die „nicht zum Judentum tendierten“. Dies war der Fall, wenn der jüdische Ehepartner in einer „Mischehe“ nicht der jüdischen Religionsgemeinschaft angehörte und die ehelichen Kinder christlich erzogen wurden. Derartige Ehen wurden als „privilegierte Mischehen“ bezeichnet, deren „volljüdischer“ Teil dann vom Tragen des Judensterns freigestellt war, sofern Kinder vorhanden waren.
Im Protektorat Böhmen und Mähren wurden „Mischlinge ersten Grades“ auch unabhängig von ihrer Zugehörigkeit zu einer jüdischen Kultusgemeinde als „Geltungsjude“ eingestuft, wenn sie das 14. Lebensjahr erreicht hatten.

## Konsequenzen
Juden und die ihnen rechtlich gleichgestellten „Geltungsjuden“ konnten nach den Bestimmungen des Reichsbürgergesetzes von 1935 nicht Reichsbürger werden und hatten nach diesem Gesetz auch kein politisches Wahlrecht. Geltungsjuden unterlagen denselben diskriminierenden Bestimmungen und Sanktionen wie „Volljuden“.
Eine Eheschließung mit einem „Vierteljuden“ war Geltungsjuden untersagt.
Geltungsjuden wurden bei der Deportation deutscher Juden meist zurückgestellt, sofern sie nicht mit einem „Volljuden“ verheiratet waren. 1942 wurde bei der Wannseekonferenz darüber gestritten, ob alle Geltungsjuden zu vernichten seien. Wilhelm Stuckart verwies darauf, dass inzwischen mehr als 3000 Geltungsjuden auf ihren Antrag hin zum „jüdischen Mischling“ umgestuft worden seien. Diese von Hitler gemäß § 7 der Ersten Verordnung zum Reichsbürgergesetz genehmigten Entscheidungen würden gänzlich unverständlich wirken, wenn nunmehr alle Geltungsjuden ausnahmslos wie Volljuden deportiert würden.
Weiterhin bewahrte ein „arischer“ Elternteil den jüdischen Ehegatten wie auch die als Geltungsjude eingestuften Kinder vor der Deportation; alleinstehende Geltungsjuden wurden nicht in die Vernichtungslager, sondern ins „Altersghetto Theresienstadt“ verschleppt.

## Ausnahmegenehmigungen
1939 lebten in Deutschland noch rund 330.000 von den Nationalsozialisten aufgrund ihrer Abstammung als „Juden“ eingestufte Menschen und 64.000 „jüdische Mischlinge ersten Grades“, 7.000 „Geltungsjuden“ und 42.000 „jüdische Mischlinge zweiten Grades“ mit nur einem jüdischen Großelternteil. Etwa 1.500 weitere Geltungsjuden dürften aus Österreich hinzukommen.
Nach § 7 der Ersten Verordnung zum Reichsbürgergesetz hatte sich Hitler persönlich die Zustimmung vorbehalten, wenn von den Kriterien einer Einstufung als Jude (beziehungsweise Geltungsjude) und jüdischer Mischling abgewichen wurde.

### Deutschblütigkeitserklärungen und Besserstellungen
Entsprechende Anträge auf Besserstellung oder Einstufung als „Arier“ wurden von mehreren Instanzen geprüft, bevor vom Reichsinnenministerium im Einvernehmen mit dem Stab des Stellvertreters des Führers (nachmalig „Partei-Kanzlei“) über die Weiterleitung an die Reichskanzlei entschieden wurde. Hans Heinrich Lammers legte die Gesuche dem „Führer“ persönlich vor. Von mehr als 10.000 Anträgen zur Besserstellung waren nur wenige erfolgreich. Dabei waren die Teilnahme der Bittsteller am Weltkrieg und politische Verdienste um die „Bewegung“, ihr „rassisches Erscheinungsbild“ und ihre charakterliche Beurteilung wesentliche Kriterien.
Bis zum Jahre 1941 erreichten 260 Antragsteller ihre Gleichstellung mit einem „Deutschblütigen“. Derartige „Deutschblütigkeitserklärungen“ („Bescheinigung über die Einordnung im Sinne der ersten Verordnung zum Reichsbürgergesetz vom 14. November 1935“) wurden am Ende des Verfahrens von der Reichsstelle für Sippenforschung ausgefertigt; allerdings im Gegensatz zu anderen derartigen Abstammungsbescheiden auf blauem Papier geschrieben. Zahlenmäßig hatten solche Gleichstellungen den geringsten Anteil.
Nur in zwei Fällen wurden „Volljuden“ begünstigt und erreichten eine Besserstellung. In 1.300 Fällen wurden Bittsteller vom „Geltungsjuden“ zum „jüdischen Mischling“ umgestuft. Die Historikerin Beate Meyer hält höhere Zahlen für wahrscheinlich. Uwe Dietrich Adam zitiert aus einem Schreiben Wilhelm Stuckarts aus dem Jahre 1942, in dem er anführt, es seien bislang 3.000 Geltungsjuden mit den „Halbjuden“ („jüdischen Mischlingen ersten Grades“) gleichgestellt worden.
Beate Meyer verweist auf eine Anordnung zur Vereinfachung der Verwaltung vom 26. August 1942: Danach sollten derartige Gesuche um günstigere Einstufung für die Dauer des Krieges nicht mehr entgegengenommen und bearbeitet werden. Offenbar wurden jedoch Anträge von Geltungsjuden noch bearbeitet.

### Ehrenarier
Im Zusammenhang mit den Ausnahmeregelungen und Besserstellungen wird gelegentlich auch von einer „Ernennung zum Ehrenarier“ gesprochen. Beate Meyer verwendet das Wort „Ehrenarier“ nur beiläufig für Ausnahmefälle, bei denen sich „verdiente Weggefährten“ mit jüdischem Hintergrund direkt oder über prominente Fürsprecher an die Partei-Kanzlei oder persönlich an Hitler wandten und ohne förmliches Verfahren eine Statusverbesserung erreichten. Steiner und Cornberg weisen darauf hin, dass es den Begriff „Ehrenarier“ amtlich nicht gab und er nur umgangssprachlich gebräuchlich war.
Über den hochrangigen Luftwaffenoffizier Erhard Milch war unter den Zeitgenossen das Gerücht verbreitet, er sei von Hermann Göring zum „Ehrenarier“ gemacht worden, nachdem Zweifel an der Vaterschaft seines Vaters, eines Beamten jüdischer Herkunft, aufgetaucht waren. Infolgedessen wurde seine Abstammung von der Reichsstelle für Sippenforschung begutachtet. Der Hamburger Gauleiter Karl Kaufmann erklärte zwei „halbjüdische“ Stiefkinder eines von ihm protegierten Antragstellers für „arisch“ und kassierte dabei eine großzügige Spende für eine Stiftung, die er persönlich kontrollierte. Joseph Goebbels versah mehr als 275 Künstler, die als „jüdisch versippt“ oder „Mischling“ galten, mit Sondergenehmigungen zur weiteren Berufsausübung; eine förmliche Statusverbesserung war damit aber nicht verbunden.
Stéphanie zu Hohenlohe-Waldenburg-Schillingsfürst (1891–1972) wurde von Hitler „liebe Prinzessin“ genannt; durch ihre strategische Heirat und eine hohe soziale Intelligenz kam sie an die Spitze der Gesellschaft. 1938 heftete der Diktator ihr persönlich das goldene Ehrenzeichen der NSDAP an und machte sie trotz ihrer jüdischen Herkunft zur „Ehrenarierin“.
Eduard Bloch, Hausarzt von Hitlers Eltern, lehnte diese Auszeichnung ab, da er nicht bereit war, seinen Glauben zu verraten.
Im Protektorat Böhmen und Mähren hatte die tschechische Protektoratsregierung 1939 in einem Entwurf über die „Rechtsstellung der Juden im öffentlichen Leben“ vorgesehen, ausgewählte Juden wegen besonderer Verdienste von einigen Beschränkungen auszunehmen und sie damit zu „Ehrenariern“ zu erklären. Reichsprotektor Konstantin von Neurath wies jedoch ausnahmslos alle Anträge ab.